# نجوم سقطوا على ألاباما (فلم 2021)
نجوم سقطوا على ألاباما (بالإنجليزية: Stars Fell on Alabama) فيلم كوميدي، ودراما، ورومانسي أمريكي لعام 2021، للمخرج في دابليو شيش، وسيناريو روبرت ويندوم، ومن تمثيل النجوم سيارا هانا، وجيمس ماسلو، وليسا ويلسون. يروي الفيلم قصة ممثلة تتظاهر بأنها صديقة أحد وكلاء هوليوود لإبهار أصدقائه في لقاء لم شمل زملاء مدرسته الثانوية بعد غياب 15 عامًا. صدر الفيلم في 8 يناير 2021.

## طاقم التمثيل
- سيارا هانا: في دور ماديسون بيل
- جيمس ماسلو: في دور برايس ديكسون
- ليسا ويلسون: في دور راشيل كيمنادي
- جيسون بيركي: في دور كيفن ويزارز
- جاكلين بيثام: في دور تشارلوت لوت
- جيني ماكول: في دور اجنس ميللر
- أندرو راش: في دور وينتون لوت
- مايك باش: في دور ريك كيمناد
- زيبيدي رو: في دور زين توماس
- هيذر لانان: في دور مارجريت
- جاستن كلارك: في دور مارك روان
- ديبرا فيليبس: في دور جون
- رون تاكر: في دور الحكم
- جوردون ميتشام: في دور فتى الحاسوب
- روبرت ويندوم: في دور عامل الحانة
- جوني ماك: في دور دافيد جاكسون
- سيسيليا يسويل كيم: في دور سارة
- جون إيزويرث: في دور لاري برجر
- ويتني سولينز: في دور اليزابيث
- بينيت تار: في دور مشرف الحانة
- إيزابيلا أوليفيرا: في دور فتاة بالحفل
- جوزي جريجوري: في دور صحافية
- بريدجيت ميرفي: في دور مالك الحانة
- بالاشتراك مع: ليلي ويندوم / شانون لي هولمز / أندرو لي / لورا أرياس / جيفري ألارد / سوراف كومار / إندراجيت سينغ.[4]

## ملخص أحداث الفيلم
يعود برايس ديكسون (جيمس ماسلو) إلى ألاباما من أجل لقاء لم الشمل مع زملاء المدرسة الثانوية في ويلو سبرينغز. عندما يعرف برايس أنه الوحيد من أصدقائه الغير متزوج وليس لديه أطفال، يقنع النجمة ماديسون بيل، بالتظاهر بأنها صديقته. يتوجه برايس وماديسون إلى ويلو سبرينغز لبضعة أيام حيث تقوم المدينة بجميع أنواع العروض الترويجية. تدور الأحداث لكن سرعان ما يعرف برايس أن للنجاح معانٍ مختلفة، وأن الرومانسية قد تكون أقرب مما يعتقد.

## استقبال الفيلم
منح موقع الطماطم الفاسدة الفيلم تقييم مقداره 64% بناء على آراء 11 ناقد سينمائي.
كتب شون باتريك على موقع جيكس: «مع إدراج تلك الأغنية البغيضة والعديد من الأغاني الأخرى في الموسيقى التصويرية، لا يمكنني أن أجعل نفسي حقًا أكره هذا الفيلم. سيارا هانا ساحرة للغاية وقد ضحكت بصوت عالٍ مرات عديدة». كتبت كريستين دراير كرامر على موقع نايتس أند ويك اندز: «إذا كنت تفتقد الرومانسية في موسم الأعياد لأفلام عيد الميلاد السنوية لهولمارك، فان هذا الفيلم سوف يحافظ على الرومانسية في العام الجديد. إنه ليس فيلمًا لا يُنسى، لكنه فيلم لطيف». كتب جورج سيلكس على موقع سوشيال نيوز: «تنضم هذه الكوميديا المرحة غير المعقولة إلى الأفكار المعروفة فيما يتعلق بالشهرة والثرثرة الألفية لتترك تأثير غير ملحوظ».

## وصلات خارجية
- نجوم سقطوا على ألاباما (فيلم 2021) على موقع imdb
- نجوم سقطوا على ألاباما (فيلم 2021) على موقع samuelgoldwynfilms